# Battaglia di Visby
La battaglia di Visby fu combattuta nel 1361 vicino alla città di Visby, sull'isola di Gotland, tra le forze del re danese e il paese di Gutnish. Le forze danesi furono infine vittoriose.

## Contesto storico
Il 22 luglio 1361, il re Valdemar IV di Danimarca (Valdemar Atterdag ) mandò un esercito a terra sulla costa occidentale di Gotland. I Gotlandi costituivano una parte semi-indipendente della Svezia sotto il re Magnus IV di Svezia, alla quale pagavano le tasse, anche se la popolazione di Visby era diversa e comprendeva persone di origine rutena, danesi e tedeschi. Nel 1280 la città di Visby si era unita all'alleanza cittadina di Wendish insieme a Riga, Lubecca, Tallinn e altri grandi centri abitati del nord Europa, separando ulteriormente Visby dalla campagna del Gotland. L'antagonismo tra gli abitanti della città e gli yeomen della campagna aumentò; questi ultimi furono sconfitti in battaglia nel 1288, nonostante l'aiuto di cavalieri provenienti dall'Estonia.

## Forze in campo
L'esercito danese era guidato da Valdemaro IV di Danimarca ed era composto da soldati danesi e tedeschi, molti dei quali mercenari della costa baltica della Germania, con esperienza recente in varie faide e guerre tra gli stati tedeschi e scandinavi. Questi uomini avrebbero indossato quella che era conosciuta come armatura di transizione, con piastre di ferro o acciaio su punti vitali e giunture su un completo di cotta di maglia. I Gotlandi erano comandati da un leader sconosciuto, probabilmente un nobile minore con esperienza militare, e la forza era composta principalmente da altri nobili minori, dal loro seguito e da uomini liberi. Sembra che i comuni uomini liberi indossassero una protezione limitata ma ancora efficace, dati i molti scheletri rinvenuti che indossavano una cotta di maglia o una corazza di piastre su supporto in cuoio per proteggere il busto. Altri possono aver indossato un gambesone imbottito o un piastrone di cuoio, ma questi non sarebbero sopravvissuti alla decomposizione nel terreno dopo la battaglia. Insolitamente, sembra che molti Gotlandi avessero una protezione minima per la testa, dati i molti teschi che indossano solo una cotta di maglia; tuttavia gli eventuali elmi potrebbero esser stati rimossi dai corpi dopo la battaglia. Sono state scoperte pochissime armi, ma è probabile che entrambe le parti abbiano usato scudi targa, lance, asce, roncole, picche e altre armi in asta. Per il combattimento ravvicinato, probabilmente entrambe le parti adoperavano spade, asce leggere, martelli da guerra e mazze.

## La battaglia

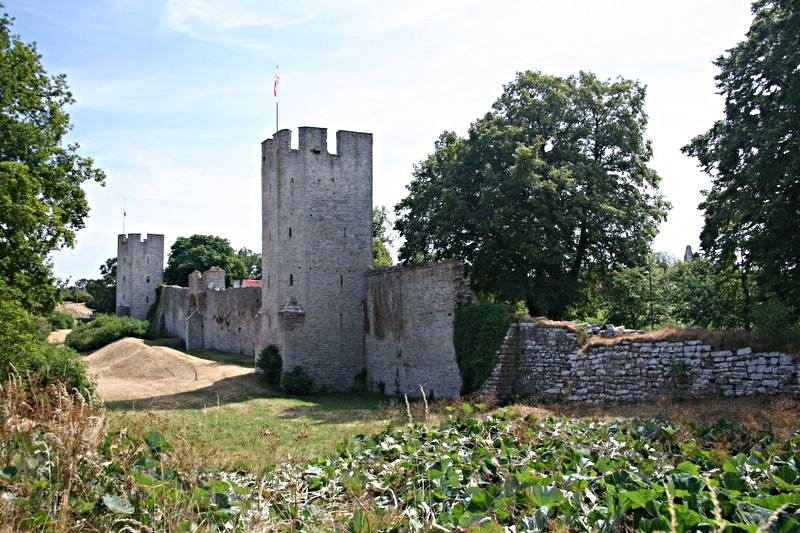
Immagine delle mura della città di Visby, vicino alla porta nord. La battaglia principale fu combattuta nel raggio di 300 metri dalle fortificazioni della città.

Le truppe danesi mossero verso Visby. Il primo giorno dell'invasione, furono combattute su un terreno paludoso due scaramucce minori tra i contadini e l'esercito. Il giorno successivo da 800-1000 contadini furono uccisi dopo essersi radunati per la battaglia a Mästerby vicino al pantano di Fjäle.
Il 27 luglio, un esercito di yeomen di Gutnish combatté contro i danesi appena fuori le mura della città e fu duramente battuto, con un bilancio delle vittime stimato di circa 1800 yeomen e contadini; le vittime danesi rimangono sconosciute. Sono stati trovati solo un paio di oggetti che possono essere collegati ai soldati danesi, tra cui una borsa e un'armatura ornata appartenente a un membro della famiglia Roorda della Frisia. Le vittime possono essere paragonate a quelle che i francesi subirono nella battaglia di Poitiers nel 1356 e sarebbero state considerate elevate per gli standard medievali.

## Conseguenze

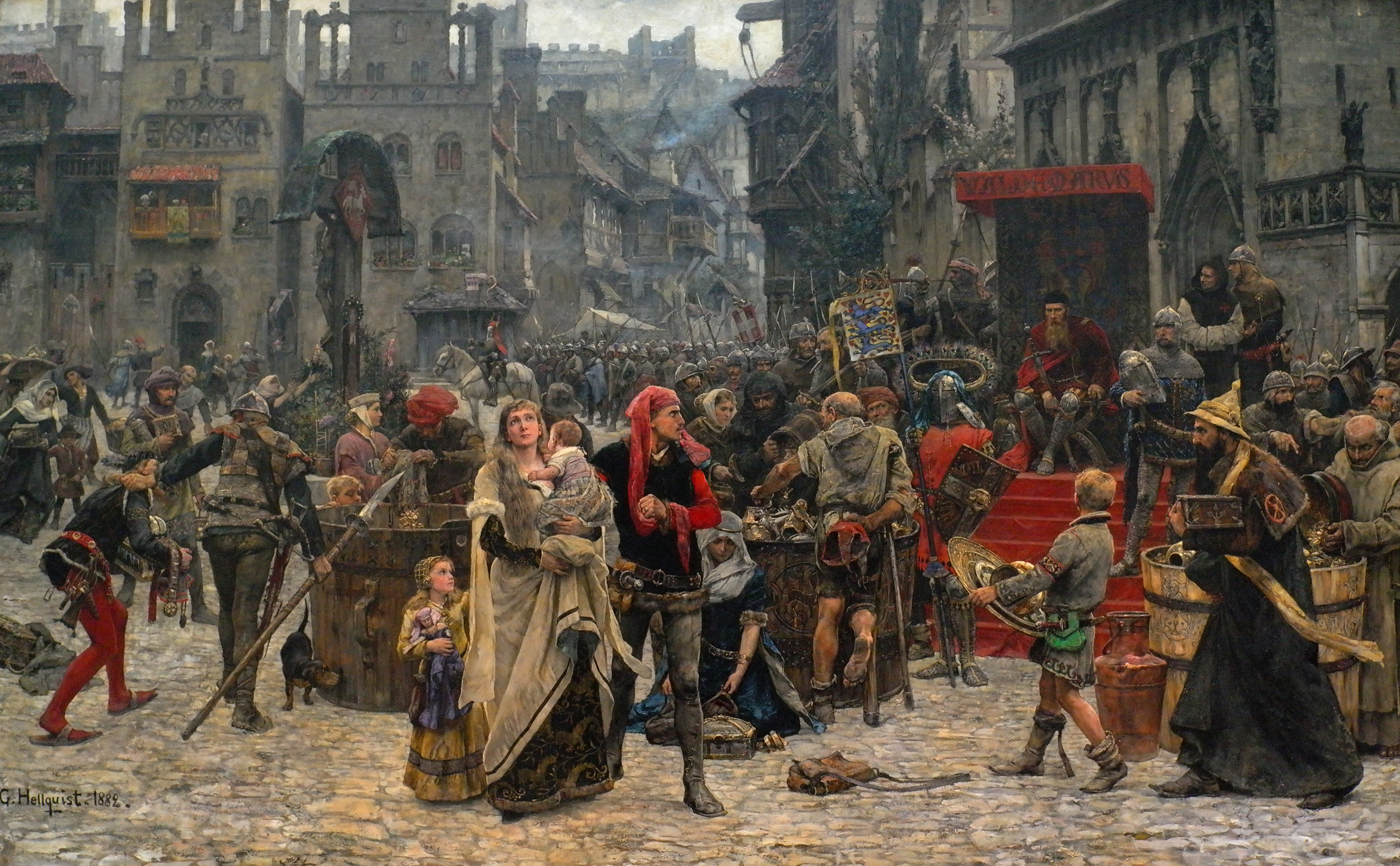
Il riscatto di Visby come lo immaginava Carl Gustaf Hellqvist.

A seguito della devastante battaglia, i cittadini di Visby decisero di arrendersi per evitare ulteriori perdite. Per salvare la città da un saccheggio, gli abitanti pagarono gran parte della loro ricchezza al re Valdemar. Questa estorsione dei contributi è diventata un evento leggendario, sebbene non si possa confermare che abbia avuto luogo e, in tal caso, i dettagli completi non sono ancora chiari. Nonostante il pagamento, i danesi saccheggiarono ancora diverse chiese e monasteri della città.
Il re Valdemar nominò gli sceriffi per governare Visby e quindi salpò di nuovo. Ci sarebbe voluto un altro anno prima che aggiungesse ufficialmente "King Of Gotland" ai suoi numerosi titoli. Quando Alberto, re di Svezia, prese la corona svedese, rivendicò Gotland come parte dei suoi domini e tenne l'isola almeno fino al 1369; così, la presenza danese lì non avrebbe potuto essere forte, poiché tornò così rapidamente e facilmente alla corona svedese. L'isola sarebbe stata contestata dalla Casa del Meclemburgo e dalla corona danese fino al 1376, quando la regina Margherita (figlia del defunto re Valdemar) rivendicò ufficialmente l'isola per la Danimarca.
Nel 1389 il re Albert fu sconfitto in una guerra civile, dove la regina Margherita sostenne i "ribelli", e lui fu costretto ad abdicare. Tuttavia, gli fu concessa Gotland e la sua "capitale" Visby, dove rimase con un'organizzazione "pirata" chiamata Victual Brothers. Fu solo nel 1408 che gli ultimi resti della casa del Meclemburgo e dei suddetti pirati furono scacciati definitivamente.

## Scavo archeologico

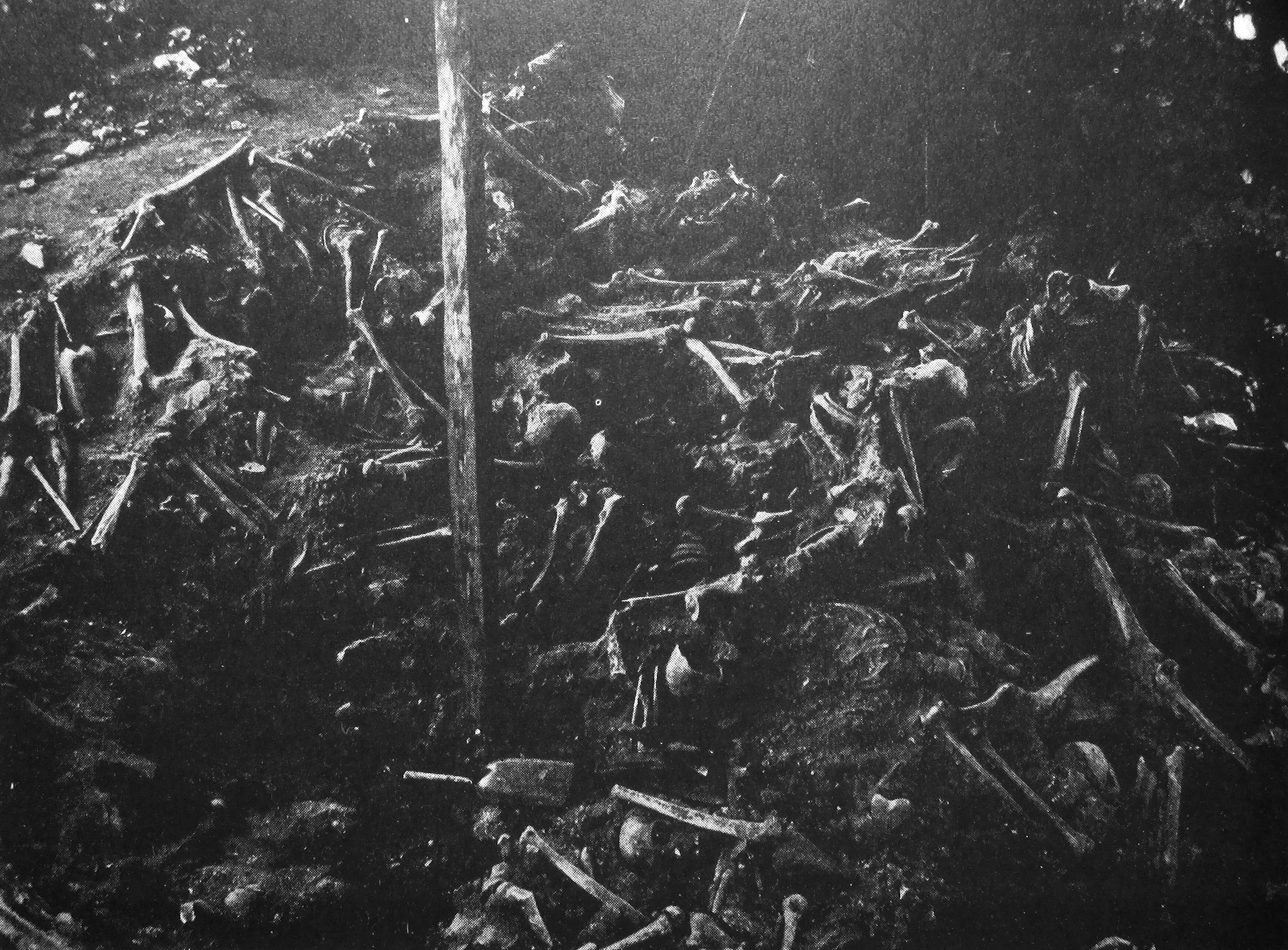
La fossa comune a Korsbetningen durante gli scavi del 1905.

I primi scavi archeologici furono eseguiti nel 1905, guidati da Oscar Wilhelm Wennersten e dal capomastro Nils Pettersson nel luogo ora noto come Korsbetningen a Visby, dove fu trovata la prima fossa comune della battaglia. Lo scavo ha anche rivelato la posizione dell'abbazia di Solberga. Dimostrò che almeno un terzo dell'esercito di Gotland era costituito da minori e anziani. Molti difensori morti furono, insolitamente, sepolti nella loro armatura; secondo lo storico John Keegan: "... il caldo e il loro gran numero (circa 2000 corpi furono dissepolti seicento anni dopo) sconfissero gli sforzi dei vincitori per spogliarli prima dell'inizio della decomposizione". Il sito dello scavo "ha prodotto una delle rivelazioni più temibili di una battaglia medievale nota agli archeologi".
Cinque fosse comuni erano situate fuori dalle mura della città.

## Settimana medievale a Gotland

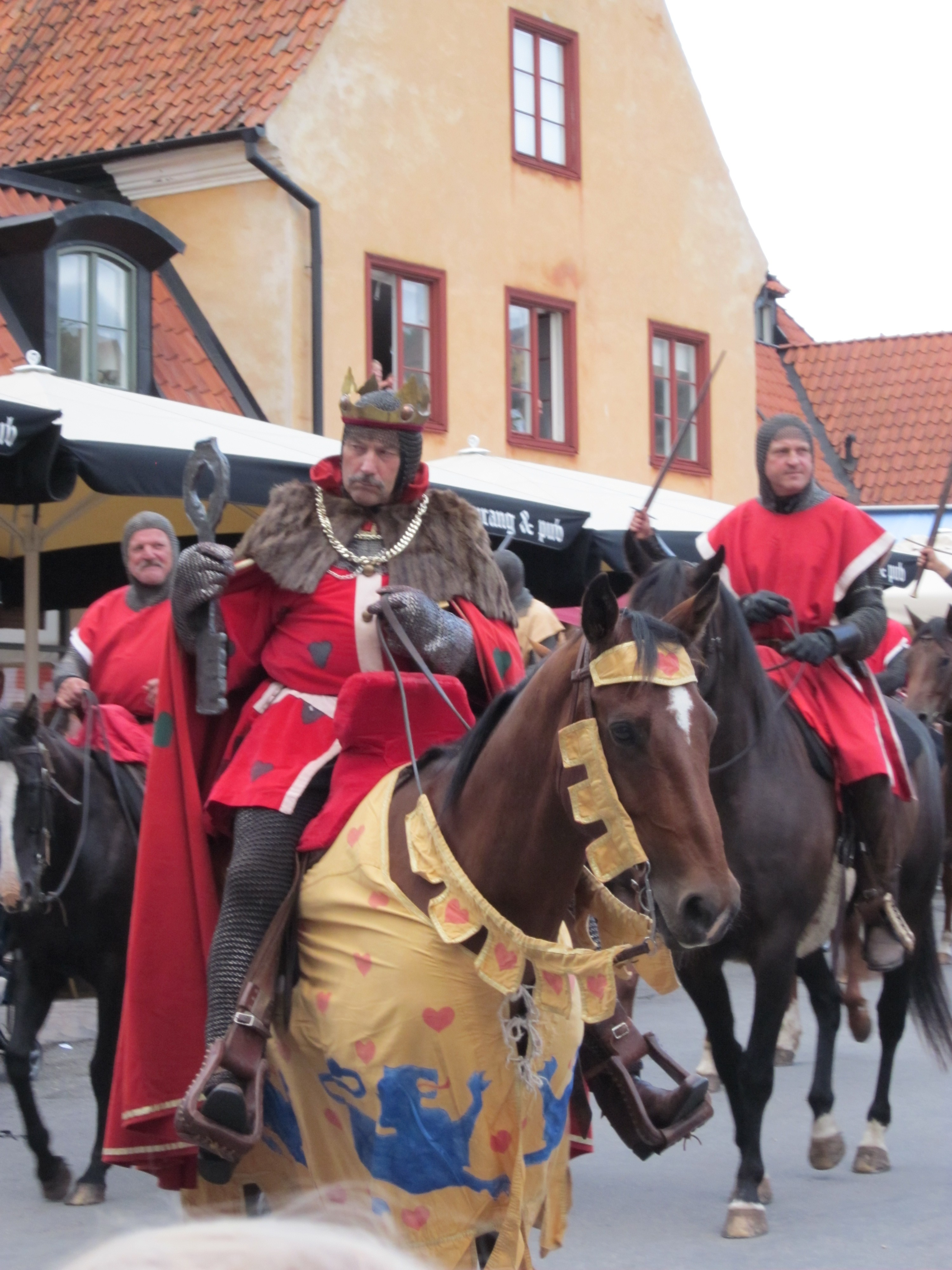
Rievocazione storica dell'ingresso del re Valdemar a Visby

Ogni anno, durante la settimana medievale a Gotland, nel sito storico viene organizzata una rievocazione storica del re Valdemar IV dell'entrata e del riscatto di Danimarca di Visby. Dal 2011, la stessa Battaglia di Visby viene ricostruita fuori dalle mura della città di Visby con partecipanti di società storiche di diversi paesi europei e degli Stati Uniti.